# رسانه جایگزین
رسانه جایگزین (انگلیسی: Alternative media) یا رسانهٔ تناوبی رسانه‌ای است که با انواع رسانه‌های رسمی و معمول در محتوا، تولید و توزیع فرق دارد.
رسانهٔ تناوبی شکل‌های مختلفی مثل چاپ، صدا، فیلم، اینترنت و هنرهای خیابانی دارد. برخی نمونه‌ها شامل رسانه‌های نژادی و قومی مثل اولین شبکهٔ تلویزیونی در کانادا و سایت‌های روزنامه‌نگاری آنلاین امروزی مثل ایندی مدیا است. با اینکه مسیر اصلی رسانهٔ انبوه در کل، دولت و مصالح حقوقی را نشان می‌دهد، رسانهٔ تناوبی تمایل به پروژه‌های غیرتجاری دارد که از علاقه‌مندان این حوزه حمایت می‌کند که از مسیر اصلی محروم هستند مثلاً فقرا، اقلیت‌های قومی و سیاسی، کارگران و …
این رسانه‌ها عقاید محدود را منتشر می‌کنند، مثل آن‌هایی که در برنامه‌های خبری دموکراسی حال حاضر شنیده می‌شوند و ارتباط بین افراد و هویت‌ها را برقرار می‌کند مثل پروژهٔ گتس بتر که در یوتیوب برای واکنش به افزایش خودکشی در بین نوجوانان هم‌جنس گرا طراحی شده بود.
رسانهٔ تناوبی باورهای حاکم را به چالش می‌کشد و از یک فرهنگ ارزش می‌گیرد و به عنوان ضد تسلط توسط طرفداران نظریهٔ آنتونیو گرامشی دربارهٔ تسلط فرهنگی شناخته می‌شود. با این حال چون تعریف رسانهٔ تناوبی فقط به عنوان ضد رسانه‌های اصلی محدود می‌شود، برخی روش‌های مطالعهٔ رسانهٔ تناوبی به این سؤال برمی‌گردد که این رسانه‌ها چگونه و کجا پدید آمده‌اند مثل ارتباط پویا بین رسانه و شرکت‌کنندگان که ایجاد شده و از آن‌ها استفاده می‌شود.